# 오니가세역
오니가세역(일본어: 鬼瀬駅)은 일본 오이타현 유후시에 위치한 규슈 여객철도 규다이 본선의 철도역이다. 단선 승강장 1면 1선의 구조를 갖춘 지상역이다.

## 이용 현황
| 승차 인원 추이 | 승차 인원 추이    |
| 연도           | 1일 평균 이용객수 |
| -------------- | ----------------- |
| 2000           | 27                |
| 2001           | 22                |
| 2002           | 24                |
| 2003           | 27                |
| 2004           | 26                |
| 2005           | 24                |
| 2006           | 24                |
| 2007           | 25                |
| 2008           | 23                |
| 2009           | 19                |
| 2010           | 18                |
| 2011           | 18                |

## 역 주변
- 국도 제210호선
- 오이타 강

## 역사
- 1915년 10월 30일 : 다이토 철도의 역으로서 개업.
- 1922년 12월 1일 : 다이토 철도 국유화에 수반해 폐지.
- 1925년 2월 3일 : 재개업.
- 1987년 4월 1일 : 일본국유철도 분할 민영화에 의해, 규슈 여객철도가 승계.

## 인접 역
| 규다이 본선        | 규다이 본선   | 규다이 본선              |
| ------------------ | ------------- | ------------------------ |
| 오노야 구루메 방면 | ■ 규다이 본선 | 무카이노하루 오이타 방면 |